# Decodon pacificus
Decodon pacificus (Kamohara, 1952) è un pesce di acqua salata appartenente alla famiglia Labridae.

## Distribuzione e habitat
È una specie demersale che proviene dall'oceano Pacifico, in particolare da Taiwan e Giappone. Può essere trovato nella piattaforma e nella scarpata continentale.

## Descrizione
Presenta un corpo abbastanza allungato, con la testa dal profilo appuntito e gli occhi molto grandi, rossi e rotondi. La colorazione è pallida, giallastra o arancione sul dorso e quasi bianca sul ventre. La pinna dorsale e la pinna anale non sono particolarmente alte, e la prima è più lunga. La pinna caudale è gialla e ha il margine dritto. La lunghezza massima registrata è di 16 cm.

## Biologia
Sconosciuta.

## Conservazione
Questa specie viene classificata come "dati insufficienti" (DD) dalla lista rossa IUCN perché a volte viene pescata, ma non è noto quanto sia ampio il suo areale e la sua biologia non è ancora stata studiata.